# São Roque (São Paulo)
São Roque is een gemeente in de Braziliaanse deelstaat São Paulo. De gemeente telt 67.715 inwoners (schatting 2009).